# محمد اليزيدي (صحفي مغربي)
محمد اليزيدي (مواليد عام 1902 في الرباط وتوفي فيها 20 ديسمبر 1990)، هو صحفي مغربي. ويعتبر أن يكون واحدا من العناصر الفاعلة في الحركة الوطنية، من صناع البيان الاستقلال والمحاضرين فيها. اعتقل في صيف عام 1930 أثناء إصدار الظهير البربري ونُفي قرابة عامين في قلعة السراغنة.